# Aeroporto di Dakhla
L'Aeroporto di Dakhla (in arabo مطار واحة الداخلة‎?) (ICAO: HEDK - IATA: DAK) è un aeroporto nazionale egiziano a servizio dell'oasi di Dakhla. 
L'aeroporto ha una capacità di 100 passeggeri/ora anche se al momento non ci sono servizi di linea da e per l'aeroporto.